# Radonja Luka
Radonja Luka falu Horvátországban, Sziszek-Monoszló megyében. Közigazgatásilag Sunjához tartozik.

## Fekvése
Sziszek városától légvonalban 22, közúton 29 km-re délkeletre, községközpontjától  légvonalban 6, közúton 8 km-re délnyugatra, Četvrtkovac és Svinica között, a Sunja-folyó bal partján fekszik.

## Története
A település neve 1547-ben „possessio Radonya” alakban bukkan fel először, majd 1551-ben is ugyanígy említik. 1556-ban miután Kostajnica vára elesett ez a terület is török kézre került. Az állandó harcok elől a lakosság a biztonságosabb Nyugat-Magyarországra, főként a mai Burgenland területére menekült, mások török fogságba estek. Az 1683 és 1699 között zajlott felszabadító harcokat a karlócai béke zárta le, melynek eredményeként a török határ az Una folyóhoz került vissza. Sunja térsége 1687-ben szabadult fel a török uralom alól. A kiürült területre hamarosan megkezdődött a keresztény lakosság betelepítése.
Radonja Luka is a térség török alóli felszabadítása után, a 18. század elején pravoszláv lakossággal betelepített falvak közé tartozik. A falu 1773-ban az első katonai felmérés térképén „Dorf Radina Luka” néven szerepel. A településnek 1857-ben 365, 1910-ben 745 lakosa volt. Zágráb vármegye Petrinyai járásához tartozott. 1857-ben 102, 1910-ben 161 lakosa volt. Zágráb vármegye Petrinyai járásához tartozott. A délszláv háború előtt lakosságának 92%-a szerb nemzetiségű volt. 1991. június 25-én a független Horvátország része lett. A délszláv háború idején szerb lakossága a JNA erőihez csatlakozott. A Krajinai Szerb Köztársasághoz tartozott. A falut 1995. augusztus 5-én a Vihar hadművelettel foglalta vissza a horvát hadsereg. A szerb lakosság nagy része elmenekült. A településnek 2011-ben 31 lakosa volt.

## Népesség
| Lakosság változása | Lakosság változása | Lakosság változása | Lakosság változása | Lakosság változása | Lakosság változása | Lakosság változása | Lakosság változása | Lakosság változása | Lakosság változása | Lakosság változása | Lakosság változása | Lakosság változása | Lakosság változása | Lakosság változása | Lakosság változása |
| ------------------ | ------------------ | ------------------ | ------------------ | ------------------ | ------------------ | ------------------ | ------------------ | ------------------ | ------------------ | ------------------ | ------------------ | ------------------ | ------------------ | ------------------ | ------------------ |
| 1857               | 1869               | 1880               | 1890               | 1900               | 1910               | 1921               | 1931               | 1948               | 1953               | 1961               | 1971               | 1981               | 1991               | 2001               | 2011               |
| 102                | 106                | 92                 | 120                | 128                | 161                | 171                | 198                | 169                | 186                | 203                | 163                | 117                | 108                | 74                 | 31                 |